# Begova Glavica
Begova Glavica (en serbe cyrillique: Бегова Главица) est un village de l'est du Monténégro, dans la municipalité de Podgorica.

## Démographie

### Évolution historique de la population
| 1948 | 1953 | 1961 | 1971 | 1981 | 1991 | 2003 |
| ---- | ---- | ---- | ---- | ---- | ---- | ---- |
| 72   | 87   | 83   | 78   | 73   | 32   | 53   |